# Haldane Douglas
Haldane Douglas (* 13. August 1892 in Pittsburgh, Pennsylvania; † 26. Mai 1980 in Orange County, Kalifornien) war ein US-amerikanischer Künstler, Artdirector und Szenenbildner, der ein Mal für den Oscar für das beste Szenenbild nominiert war.

## Leben
Nach dem Schulbesuch studierte Douglas zunächst Kunst an der University of Pittsburgh und später von 1926 bis 1928 an der Malschule von André Lhote in Paris. Er arbeitete als Architekt, Maler und Grafiker. Danach war er Lecturer an der Chouinard Art School in Los Angeles, ehe er in den 1930er Jahren seine Laufbahn als Szenenbildner bei 20th Century Fox begann und erstmals bei Gehn wir bummeln (On the Avenue, 1937) von Roy Del Ruth mit Dick Powell, Madeleine Carroll und Alice Faye an der Herstellung eines Films beteiligt war.
Haldane, der zwischen 1941 und 1947 als Artdirector bei 20th Century Fox unter Vertrag stand, wurde bei der Oscarverleihung 1944 zusammen mit Hans Dreier und Bertram C. Granger für den Oscar für das beste Szenenbild in dem Farbfilm Wem die Stunde schlägt (For Whom the Bell Tolls, 1943) nominiert. In dieser Verfilmung des gleichnamigen Romans von Ernest Hemingway waren Gary Cooper, Ingrid Bergman und Katina Paxinou unter der Regie von Sam Wood in den Hauptrollen zu sehen.

## Filmografie (Auswahl)
- 1937: Gehn wir bummeln (On the Avenue)
- 1938: Mr. Moto und der Wettbetrug (Mr. Moto’s Gamble)
- 1938: Charlie Chan in Honolulu
- 1941: Zum Leben verdammt (Among the Living)
- 1942: Der gläserne Schlüssel (The Glass Key)
- 1943: Wem die Stunde schlägt (For Whom the Bell Tolls)
- 1945: Gauner und Gangster (Salty O’Rourke)
- 1947: Rauhe Ernte (Wild Harvest)